# FN SAFN 49
Il FN SAFN 49 è un fucile da battaglia realizzato dalla Fabrique Nationale de Herstal nel 1949.

## Sviluppo
L'arma iniziò ad essere sviluppata da Dieudonné J. Saive negli anni trenta del XX secolo in quanto si stava cercando di progettare un fucile semiautomatico che potesse sostituire sul campo i fucili a otturatore girevole-scorrevole ormai ritenuti obsoleti. All'inizio del 1939 vennero realizzati alcuni prototipi dell'arma dotati di un caricatore da 5 colpi per effettuare alcuni test.
Dopo lo scoppio del secondo conflitto mondiale e la conseguente invasione del Belgio operata dalla truppe tedesche, lo sviluppo del fucile continuò in Gran Bretagna presso il Royal Ordnance Corps Small Arms. Qui l'arma prese il nome di EXP-1 e si pensò di realizzarla in maniera tale che potesse utilizzare i proiettili calibro 7,92 × 57 mm Mauser, un tipo di munizione prodotto in grande quantità sul suolo inglese. Successivamente venne modificato per impiegare colpi calibro .30-06 Springfield e ne vennero prodotti 50 prototipi per eseguirvi dei test. A causa del riscontro di problemi riguardanti il regolatore di gas, il progetto non ebbe inizialmente seguito, ma nel 1949, dopo la risoluzione del problema, il fucile venne finalmente messo in produzione di serie con il nome di SAFN 49.

## Tecnica
Il SAFN 49 era realizzato in legno ed ospitava un caricatore da 10 colpi calibro .30-06 Springfield.

## Versioni
- SAFN 49 Sniper : Versione prodotta in Egitto specifica per i tiratori scelti e dotata di mirino telescopico.

## Impiego

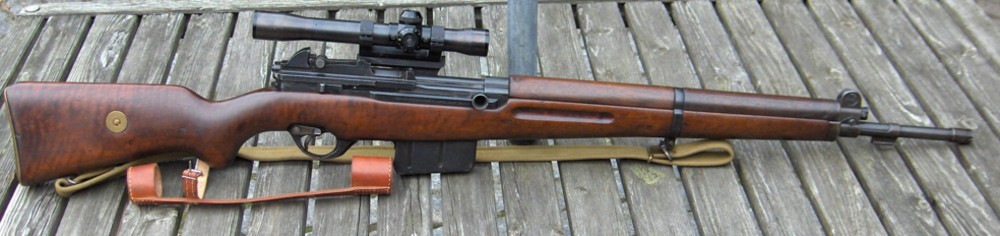
Il SAFN 49 Sniper

Il primo esercito ad impiegare il fucile fu la componente terrestre dell'armata belga tra il 1949 e il 1951. Denominato ABL SAFN 49, servì durante la guerra di Corea nelle file della fanteria belga. Successivamente, fu largamente impiegato durante le guerre coloniali africane che interessarono le colonie belghe.
Vi furono altre nazioni che adottarono l'arma per le proprie forze armate, come il Congo belga, il Lussemburgo, le Indie Orientali Olandesi, la Colombia e il Brasile.
Il Venezuela ne acquistò un lotto di 8.003 unità in calibro 7 × 57 mm Mauser, mentre l'Argentina ne acquistò 5541 per la propria Armada de la República Argentina. Infine, la monarchia egiziana ne acquisì 37.641 in calibro 7,92 × 57 mm Mauser.
Alcuni modelli vennero inviati in Svezia, Francia e Stati Uniti per effettuare dei test, ma non si arrivò mai ad una vendita cospicua.